# Erica orientalis
Erica orientalis är en ljungväxtart som beskrevs av Robert Allen Dyer. Erica orientalis ingår i släktet klockljungssläktet, och familjen ljungväxter. Inga underarter finns listade i Catalogue of Life.